# Historische Kornbrennerei Bimberg

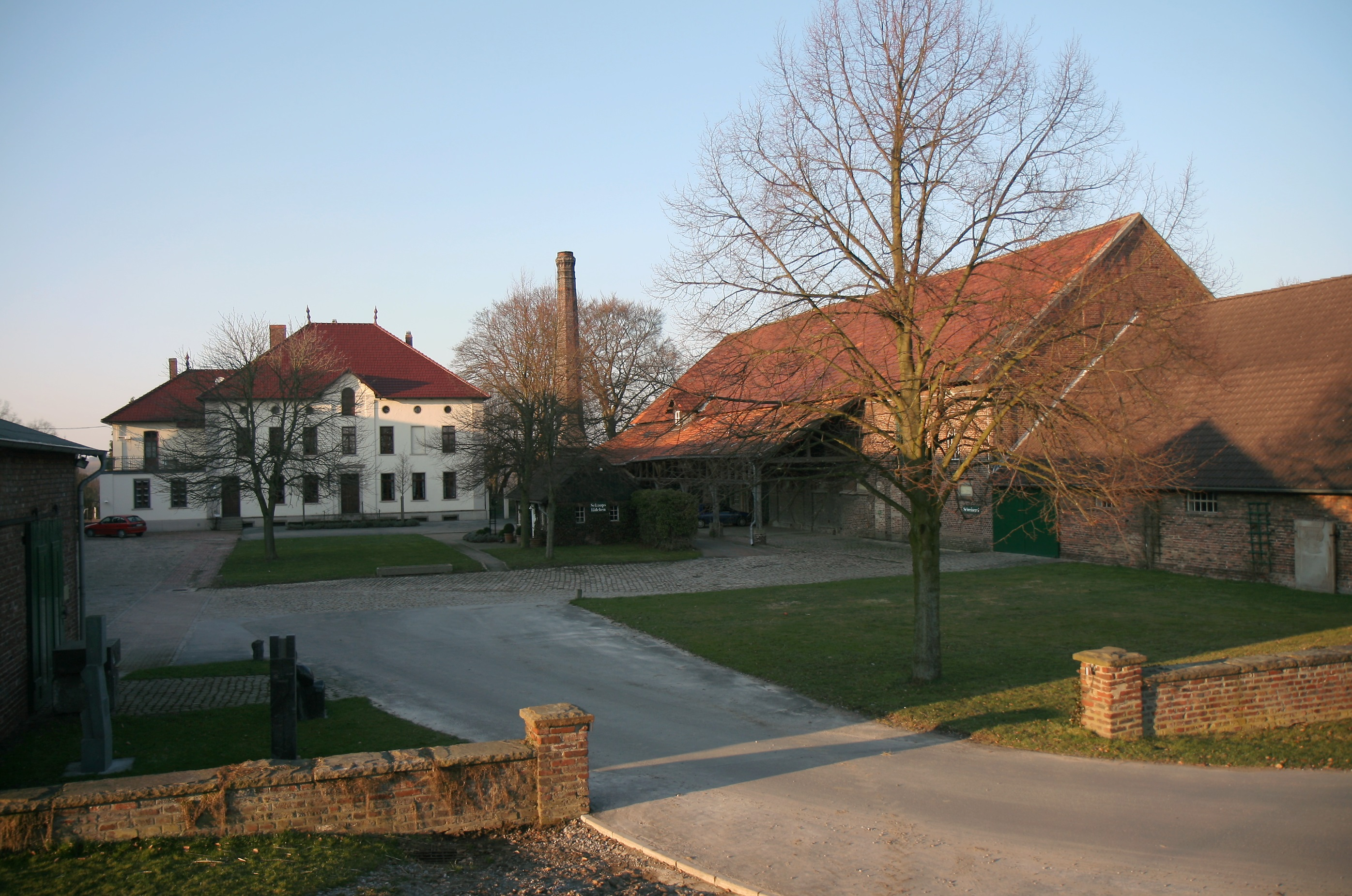
Gut Lenninghausen

Die Historische Kornbrennerei Bimberg ist ein Museum im Ortsteil Drüpplingsen der Stadt Iserlohn. 
Die Kornbrennerei wird seit 1858 betrieben und steht unter Denkmalschutz. Sie befindet sich auf dem seit 1811 in Familienbesitz befindlichen Gut Lenninghausen, zu dem 110 Hektar Land gehören.